# Оуе Ейдзі
Ейдзі Оуе (яп. 大 植 英 次, Ōue Eiji) (нар. 3 жовтня 1957, Хіросіма) — японський диригент.
Навчався у Хідео Сайто в Школі музики Тохо гаку, в 1978 р. на запрошення Сейдзі Одзави відправився в літню музичну школу Тенглвуд, де займався під керівництвом Леонарда Бернстайна. В 1991- 1995 рр.. очолював Філармонійний оркестр Ері, будучи одночасно другим диригентом Філармонічного оркестру Баффало; в 1995-2002 рр.. головний диригент Оркестра Міннесоти. З 1998 р. Оуе також керував філармонічним оркестром Північнонімецького радіо в Ганновері, що спеціалізуються на легкому класичному репертуарі. В 2003 р. він очолив Осакській філармонічний оркестр, а в 2006 р. також Національний оркестр Каталонії.
В 2005 р. дебютував на Байройтському фестивалі постановкою «Трістана та Ізольди».
З 2000 року професор Ганноверської Вищої школи музики.
Основна сфера інтересів — музика XX століття. Серед здійснених записів — твори Джорджа Антейла, Леонарда Бернстайна, Дмитра Кабалевського (всі симфонії), Аарона Копленда, Густава Малера, Богуслава Мартіну, Сергія Рахманінова, Отторіно Респігі, Ігоря Стравінського, Альфреда Шнітке, Ріхарда Штрауса.